# Institut ekonomických studií Fakulty sociálních věd Univerzity Karlovy

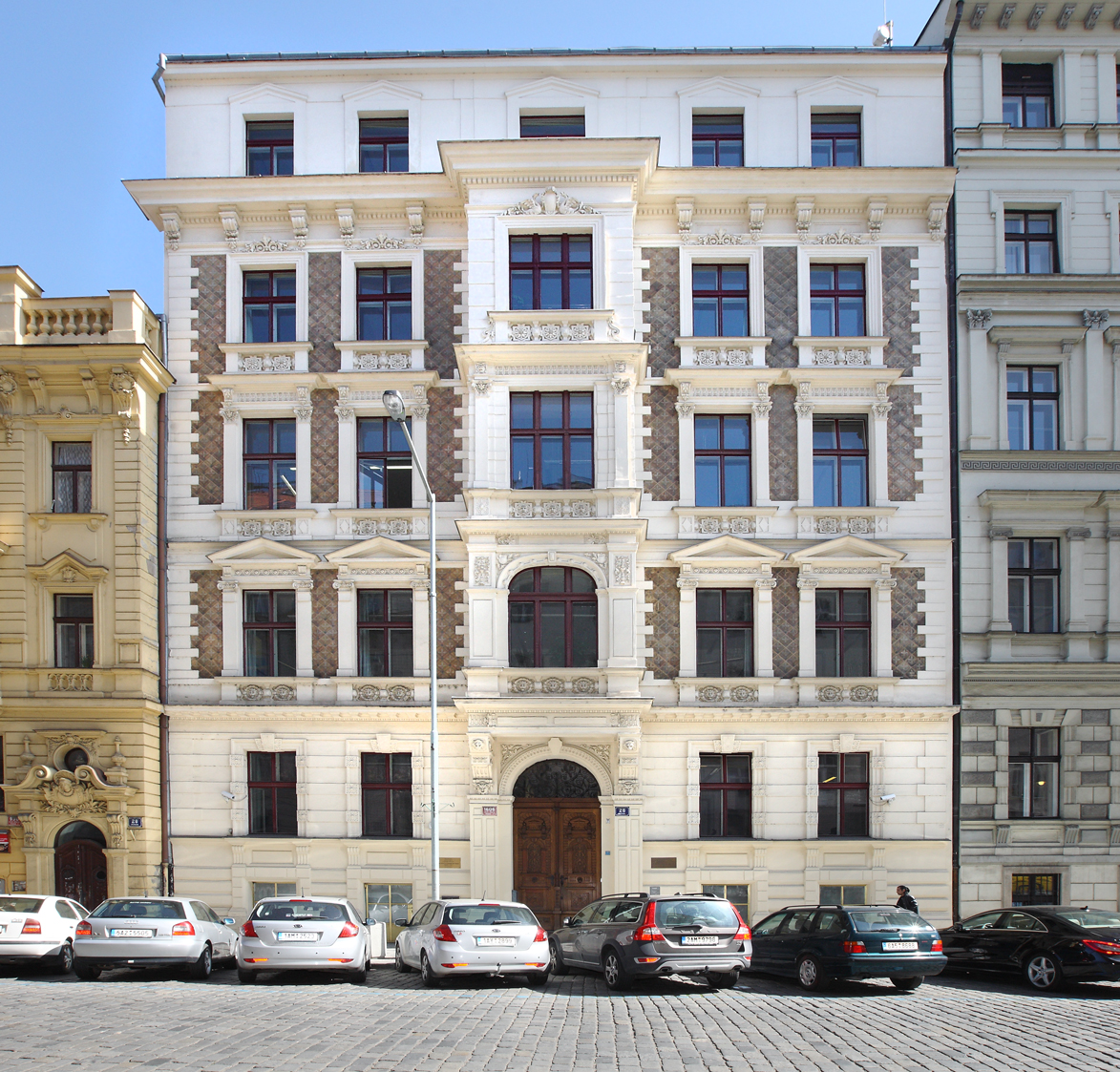
Budova IES FSV UK

Institut ekonomických studií (zkráceně IES) vznikl v květnu 1993 při reorganizaci Fakulty sociálních věd Univerzity Karlovy z Katedry ekonomie a Institutu ekonomických věd. Institut sídlí v budově Fakulty sociálních věd v Opletalově ulici.
Podle srovnání provedeného Hospodářskými novinami v roce 2016 patřil k nejkvalitnějším českým vysokým školám se zaměřením na ekonomii. Podle žebříčku mezinárodní databáze RePEc je v současnosti nejlépe hodnoceným českým výzkumným pracovištěm zaměřeným na ekonomii. V mezinárodních žebříčcích je ekonomie vyučovaná na Univerzitě Karlově hodnocená v první 100 v oboru ekonomie a v první 200 v oboru finance (žebříček Global Ranking of Academic Subjects), zatímco žebříček U.S. News Best Global Universities hodnotí Univerzitu Karlovu v kategorii ekonomie a obchod na 111. místě na světě. Za umístěním stojí výzkumná činnost dvou ekonomických pracovišť Univerzity Karlovy, vedle IES FSV UK je jím také CERGE-EI.

## Programy
Bakalářské studium je zaměřené na intenzivní výuku matematiky, na teoretickou ekonomii, ekonometrii, aplikovanou ekonomii a finance. Magisterské studium umožňuje užší specializaci ve dvou oblastech: v ekonomických teoriích a modelování či v oblasti financí, finančních trhů a bankovnictví. 70 % kurzů v bakalářském programu a 88 % kurzů v magisterském programu je vyučováno v angličtině, 91 % absolventských prací je napsáno v angličtině. IES nabízí také možnost doktorského studia v oboru ekonomie zaměřené na ekonomickou teorii a její aplikace v ekonomických a finančních analýzách. Institut ročně absolvuje 90 bakalářů, 80 magistrů a 5 doktorandů. Studenti IES se výborně umisťují ve studentských soutěžích (BCG Strategy Cup, CFA Institute Research Challenge, Global Management Challenge, Rotman European Trading Competition) a pravidelně získávají odborné ceny (Olga Radzyner Award, Mladý ekonom, Cena Karla Engliše, Cena Josefa Hlávky, Energy Economics Contest).
Dostupné programy:
- Ekonomie a finance (bakalářský program v češtině)
- Bachelor in Economics and Finance (BEF – bakalářský placený program v angličtině)
- Ekonomie a finance (magisterský program v češtině)
- Master in Economics and Finance (MEF – magisterský placený program v angličtině)
- Master in Finance and Data Analytics (MFDA – magisterský placený program v angličtině)
- Corporate Strategy and Finance (CSF – placený magisterský program v angličtině ve spolupráci s University of Strasbourg)

## Vyučující

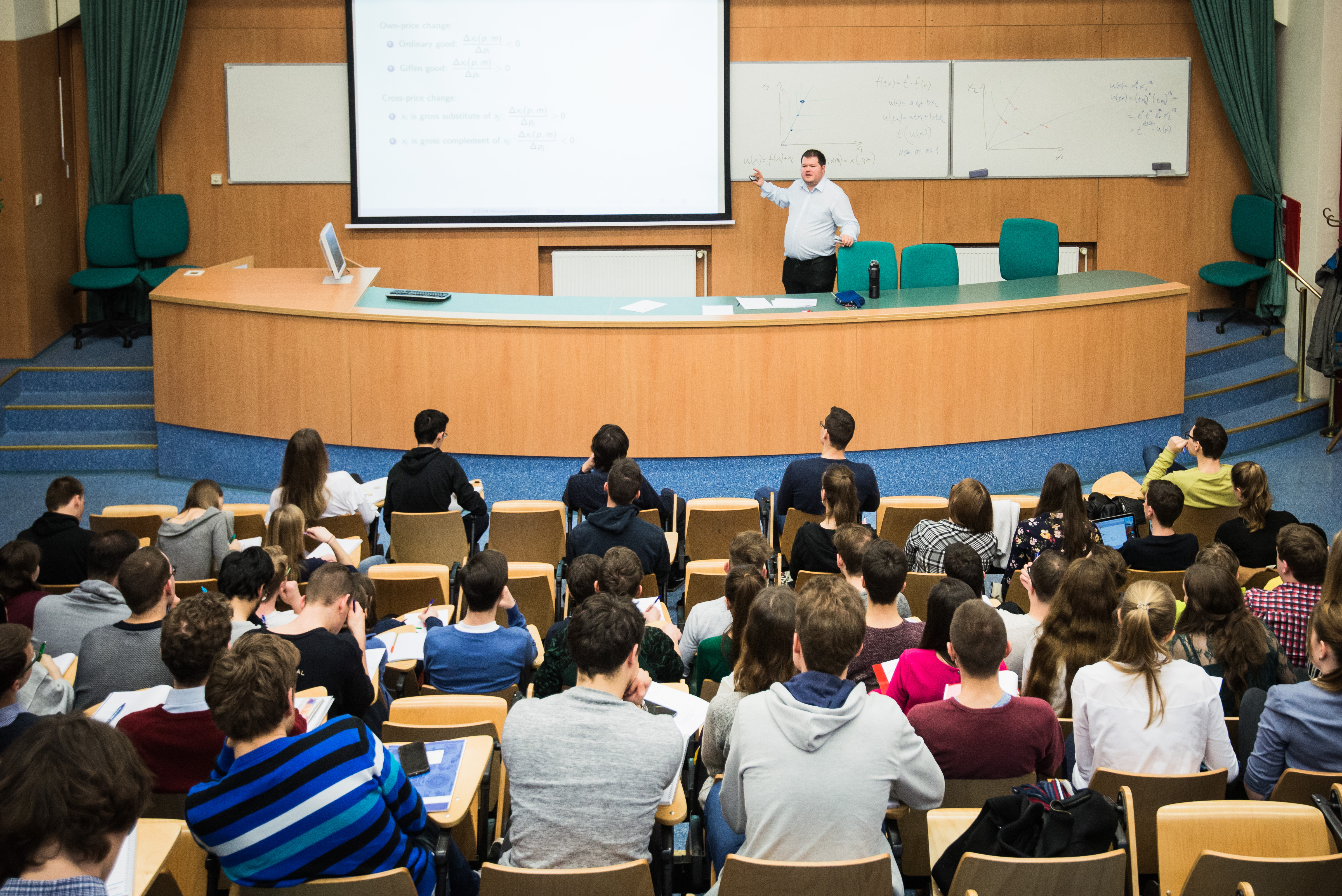
IES: učebna 109

Mezi vyučujícími IES působí 6 ekonomů, kteří figurují mezi deseti nejlepšími českými ekonomy podle RePEc Country Ranking. Jsou jimi Tomáš Havránek, Roman Horváth, Evžen Kočenda, Zuzana Havránková (roz. Iršová), Jozef Baruník a Ladislav Krištoufek. K dalším vyučujícím patří například Oldřich Dědek a Tomáš Holub.